# Transfluthrin
Transfluthrin (systematický název (2,3,5,6-tetrafluorfenyl)methylester kyseliny (1R,3S)-3-(2,2-dichlorvinyl)-2,2-dimethyl-1-cyklopropankarboxylové, sumární vzorec C15H12Cl2F4O2) je pyrethroid, používaný jako rychle účinkující insekticid s nízkou perzistencí.
Používá se ve vnitřním prostředí proti mouchám, komárům, švábům a molům. Je to relativně těkavá látka a účinkuje kontaktním a inhalačním způsobem. Doporučená koncentrace je 0,02 - 0,04 % proti létajícímu hmyzu a 0,04 - 0,08 % proti lezoucímu hmyzu. Účinnost může být zvýšena kombinací s jinou účinnou látkou, například piperonylbutoxidem.

## Vlastnosti
Transfluthrin je bezbarvá až hnědá kapalina nebo pevná krystalická látka. Ve vodě se rozpouští jen nepatrně, výbornou rozpustnost má v organických rozpouštědlech, například minerálních olejích.

## Toxicita a bezpečnost
Transfluthrin je extrémně toxický pro ryby a další vodní živočichy. EC50 (48 h) pro dafnii (Daphnia magna) je 1,7 μg/l, LC50 (96 h) pro pstruha duhového (Oncorhynchus mykiss) 0,7 μg/l.
LD50 u potkana je nad 5 000 mg/kg pro orální i dermální cestu, inhalační je nad 513 mg/m3. Nebyla prokázána karcinogenita, mutagenita ani teratogenita transfluthrinu.